# 249521 Truth
249521 Truth è un asteroide della fascia principale. Scoperto nel 2010, presenta un'orbita caratterizzata da un semiasse maggiore pari a 2,6043478 UA e da un'eccentricità di 0,3069484, inclinata di 27,82115° rispetto all'eclittica.
L'asteroide è dedicato all'abolizionista statunitense Sojourner Truth.